# Tahir Rafique Butt
Tahir Rafique Bunda (Urdu:طاهر رفيق بٹ;b. 1955) Tbt, NI(M) HI(M), é um ex-oficial que foi o 13º Chefe do Estado-maior da Força Aérea do Paquistão. Serviu de 19 de Março de 2012 até 19 de Março de 2015. Ele foi substituído pela general Sohail Aman.
Antes de comandar o ramo actuou como Vice-Chefe do Estado-maior desde 5 de outubro de 2010. Outras altas funções que desempenhou incluem funções de comando no quartel-general da força aérea e o comando de uma base operacional.